# Castle Mountains National Monument

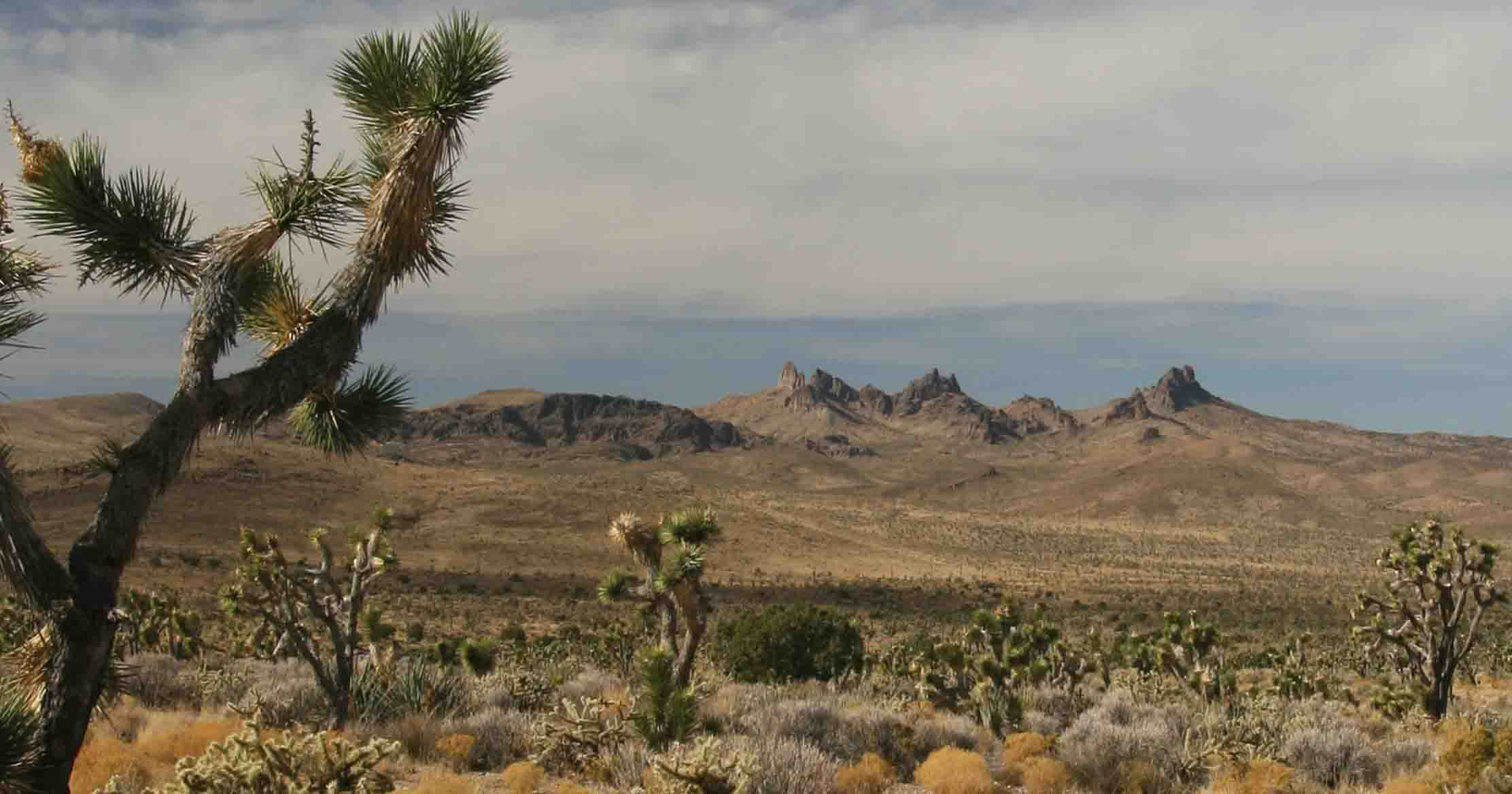
Castle Mountains

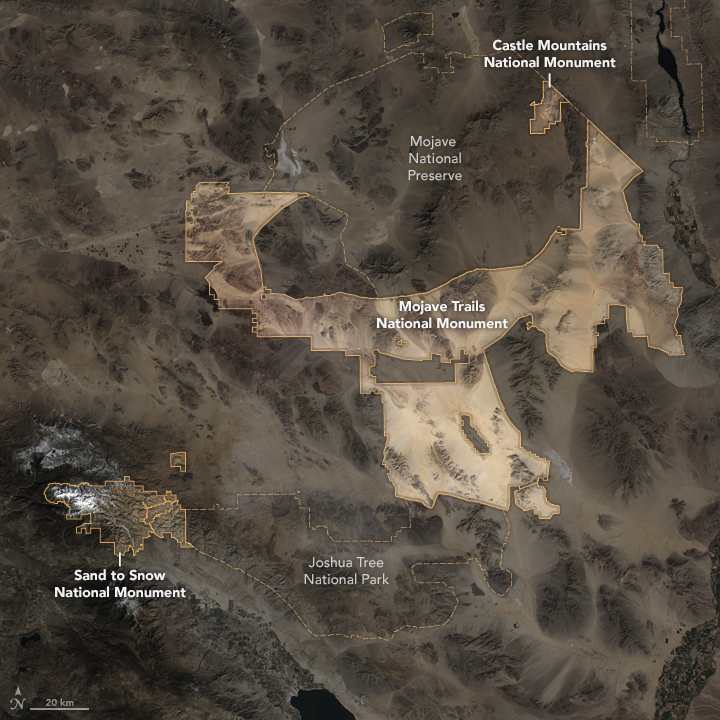
Castle Mountains National Monument und andere Schutzgebiete in der Mojave-Wüste

Das Castle Mountains National Monument ist ein US-amerikanisches National Monument im San Bernardino County im Südosten Kaliforniens. Es wurde durch Präsident Barack Obama durch eine Presidential Proclamation am 12. Februar 2016 mit einer Flächengröße von 20.920 Acres (84,7 km²) ausgewiesen. Das Castle Mountains National Monument liegt in der Mojave-Wüste. Das Castle Mountains National Monument grenzt im Nordosten an Nevada. Sonst ist es vom Mojave National Preserve umgeben. Das National Monument umfasst Landflächen im Eigentum der US-Regierung. Im Schutzgebiet befinden sich Joshua Trees und seltene ursprüngliche Wüstenrasen. Das National Monument wird vom National Park Service betreut. Bereits vor der Ausweisung als National Monument waren große Teile als Wilderness Area ausgewiesen.

## Castle Mountain Mine Area
Mitten im Castle Mountains National Monument am südlichen Ende der Castle Mountains befindet sich das Castle Mountain Mine Area für Golderz. Ein Gebiet mit der Flächengröße von 8340 Acres ist von der NewCastle Gold Ltd. aus Kanada gepachtet worden. NewCastle Gold Ltd. hat eine Genehmigung bis 2025 fast 10 Millionen Tonnen Erz im Tagebau zu fördern. Wegen niedriger Goldpreise ist im Jahr 2001 der Abbau von Golderz ausgesetzt worden. Die National Monument Proklamation besagt, dass nach Ende des Bergbaus und Rekultivierung oder nach 10 Jahren ohne Bergbau das Gebiet des Castle Mountain Mine Area an den National Park Service übertragen werden soll. Im Castle Mountains National Monument befinden sich auch Überreste des Bergwerks Hart.